# Michael Halhuber-Ahlmann

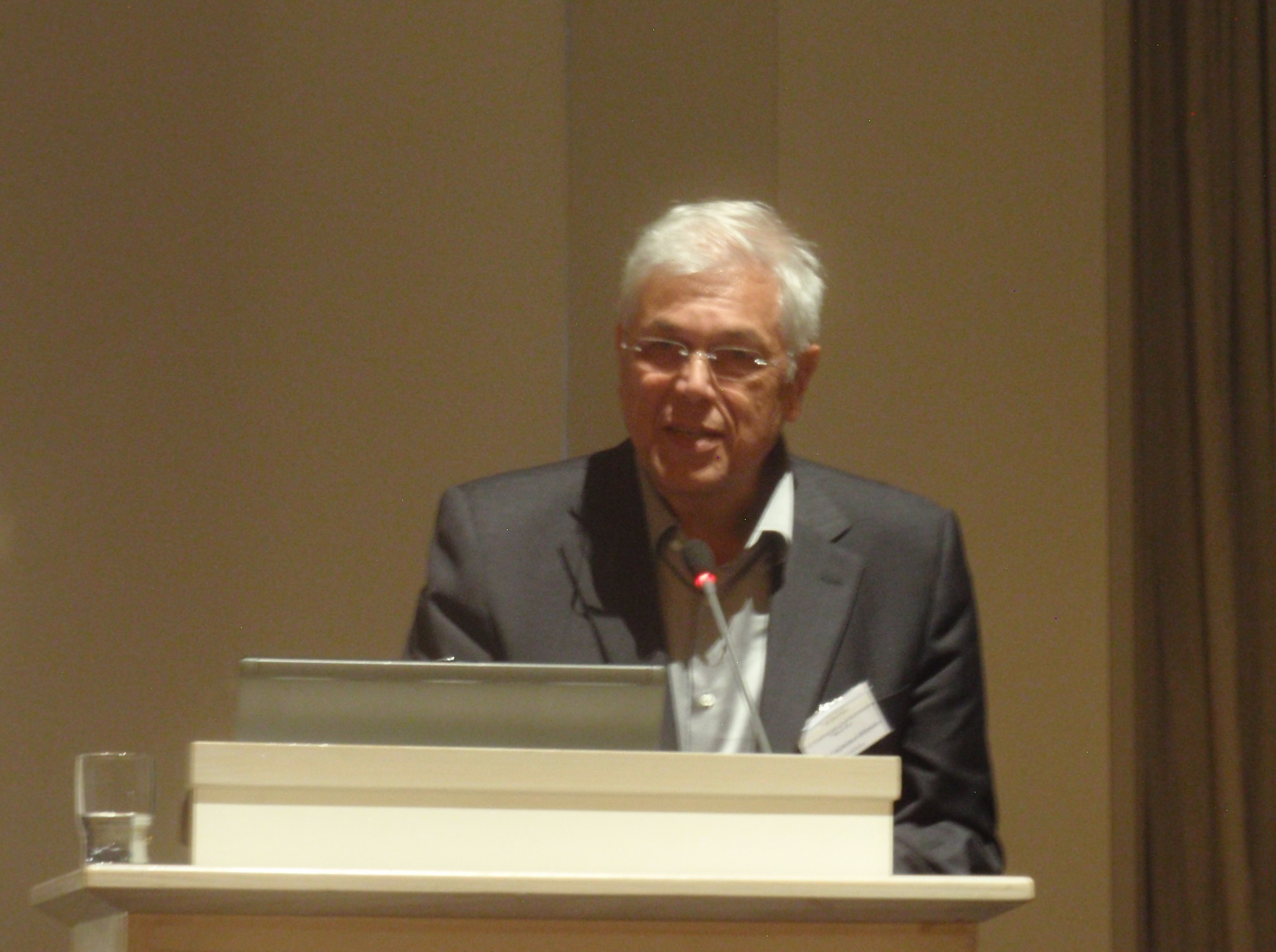
Michael Halhuber-Ahlmann am 12. Juni 2010 auf dem Jubiläumskongress "40 Jahre GwG"

Michael Halhuber-Ahlmann (* 12. November 1947 in Innsbruck) ist ein österreichischer Psychologe und Pädagoge, der seit 1989 in Berlin lebt und arbeitet. Er war 1. Vorsitzender der Gesellschaft für wissenschaftliche Gesprächspsychotherapie, der in Deutschland und auf europäischer Ebene größte Fachverband für Personzentrierte Psychotherapie und Beratung nach Carl Rogers.

## Leben
Michael Halhuber-Ahlmann verbrachte seine Schulzeit in Seefeld in Tirol, Ballston Lake (USA), Rendsburg (Schleswig-Holstein) und Innsbruck. 1967 legte er sein Abitur (auf österreichisch Matura) am Akademischen Gymnasium Innsbruck ab. Anschließend verbrachte er ein soziales Jahr in Simbabwe (damals Rhodesien) und begann nach Ablauf dieses Jahres ein Studium der Wirtschaftspädagogik, Medizin und Psychologie an der Universität Wien und der Universität Innsbruck. Angefangen in dieser Zeit, war er 17 Jahre als Spieler in der österreichischen Basketball-Bundesliga aktiv, war anschließend geprüfter Trainer und Schiedsrichterreferent im Basketball-Landesverband Tirol. 1974 schloss er eine Ausbildung zum Bewährungshelfer in Wien ab und arbeitete in den folgenden Jahren als Bewährungshelfer in Tirol. In dieser Zeit baute er mit anderen das Bewährungshilfeheim DOWAS (Durchgangsort für wohnungs- und arbeitssuchende Jugendliche) auf und leitete es. 1981 schloss er seine Grundausbildung in klientenzentrierter Psychotherapie (ÖGWG) ab.
1984 gründete und leitete Halhuber-Ahlmann die Homosexuelle Initiative Tirol e. V., sowie das „Rosa Telephon“, einen dortigen telefonischen psychologischen Beratungsdienst für Homosexuelle. 1986 promovierte er zum Doktor der Philosophie an der Universität Innsbruck (Hauptfach: Psychologie, Nebenfach: Pädagogik). Von 1986 bis 1989 übernahm er die Leitung der Landesstelle Tirol der Österreichischen AIDS-Hilfe. 1987 bekam er für sein Engagement den Eduard-Wallnöfer-Preis der Tiroler Industrie „für das vorbildliche und uneigennützige Engagement für Kranke und hilfsbedürftige Mitmenschen in außergewöhnlichen sozialen Verhältnissen“. Der Schriftsteller und Kolumnist Alois Schöpf nannte die Verleihung in seiner Glosse für Ö-Regional eine „Positivsensation ersten Ranges“ und bemerkte: „Zum ersten Mal in unserem Land wurde ein Homosexueller als solcher anerkannt und mit einem Preis ausgezeichnet.“
Am 6. November 1989 übersiedelte Halhuber-Ahlmann nach Berlin. Dort arbeitete er zunächst von 1990 bis 1998 als Drogenberater, später als Psychotherapeut und Supervisor bei der Jugend- und Drogenberatung BOA e. V. (heute VISTA e. V.) im Berliner Bezirk Tiergarten. 1991 erlangte er die Anerkennung als Psychotherapeut nach dem HeilprG. Von 1995 bis 2000 war er Referent für die Personalauswahl von Entwicklungshelfern auf Honorarbasis beim Deutschen Entwicklungsdienst (ded), Berlin. Gleichzeitig schloss er 1996 seine Ausbildung als klientenzentrierter Psychotherapeut bei der Gesellschaft für wissenschaftliche Gesprächspsychotherapie (GwG) ab und arbeitete von da an niedergelassen als selbständiger Psychotherapeut in eigener Praxis in Berlin. 1997 ließ er sich zudem in die Psychotherapeutenliste, sowie in die Listen der klinischen Psychologen und der Gesundheitspsychologen der Republik Österreich eintragen. 1999 erlangte Halhuber-Ahlmann die Approbation als Psychologischer Psychotherapeut in Berlin. In den Jahren 2000 und 2001 war er als Mitglied des Errichtungsausschusses an der Gründung der Psychotherapeutenkammer Berlin beteiligt. Von 2001 bis 2010 arbeitete er als externer Psychotherapeut im Strafvollzug (JVA Brandenburg).
Von 2004 bis 2018 war er Mitglied des Kuratoriums der Käte-Ahlmann-Stiftung, die insbesondere die Berufsbildung und die Chancengleichheit von Frauen und Männern im Wirtschaftsleben fördert.
Halhuber-Ahlmann hatte Lehraufträge am Klinikum Charité der Humboldt-Universität Berlin, an der Universität Innsbruck und der Hochschule Magdeburg-Stendal inne.

## Familie
Michael Halhuber-Ahlmann ist der Sohn des österreichischen Kardiologen Max-Joseph Halhuber und der deutschen Ärztin Marlene Halhuber-Ahlmann. Sein Urgroßvater mütterlicherseits war der dänische Stahlfabrikant Johannes Ahlmann. Dessen Schwiegertochter Käte Ahlmann, Michael Halhuber-Ahlmanns Großmutter, führte das Stahlwerk Carlshütte bei Rendsburg nach dem frühen Tod ihres Mannes Julius von 1931 bis 1963 fort und engagierte sich als erste Präsidentin des Verbandes deutscher Unternehmerinnen früh für die Gleichberechtigung von Frauen in der Wirtschaft.
Michael Halhuber-Ahlmann ist auch der Halbbruder der deutschen Unternehmerin und Politikerin Rosely Schweizer, der Neffe der österreichischen Bildhauerin Ilse Glaninger-Balzar und der Neffe des deutschen Unternehmers Josef-Severin Ahlmann.

## Veröffentlichungen (Auswahl)
- Georg, Biographie eines kriminologischen Falles: Eine kritisch-psychologische Praxisanalyse. Pahl-Rugenstein Verlag, Köln, 1987, ISBN 978-3760952260
- Homosexuelle. In: Reinhold Gärtner; Andreas Maislinger; Gesellschaft für politische Aufklärung (Hrsg.): Sturzflüge – Vorurteile in Tirol?, 5. Jg., Beiheft zur Nr. 18, 1987
- Psychosoziale Aspekte im Umgang mit HIV-Antikörper-Testung und Aids-Ängsten. In: Antibiotika Monitor, Heft IV, 4. Jahrgang, Gesellschaft der Ärzte, Wien, 1988
- Eine kleine Geschichte von Berührungsängsten. In: Grüne Alternative Tirol (Hrsg.): Die Grüne Alternative Zeitung, Nr. 31, 1988
- Kondome – na sicher!. Verlag für Medizinische Wissenschaften Wilhelm Maudrich, Wien, 1990, ISBN 3-85175-531-6 (gemeinsam mit Claudia Klier, Armand Hausmann, Franz Oberlehner)
- Festvortrag zum 40-jährigen Bestehen der GwG. GwG-Verlag, Köln, 2010 (veröffentlicht auf DVD)
- Überlegungen zu den ersten Jahren der AIDS-Hilfe in Tirol. In: AIDS-Hilfe Tirol. Fachstelle HIV und Sexuelle Gesundheit (Hrsg.): 30 Jahre AIDS-Hilfe Tirol, Innsbruck, 2021, ISBN 978-3-200-07835-2